# Geschiedenis van de Verenigde Staten (1964-1980)

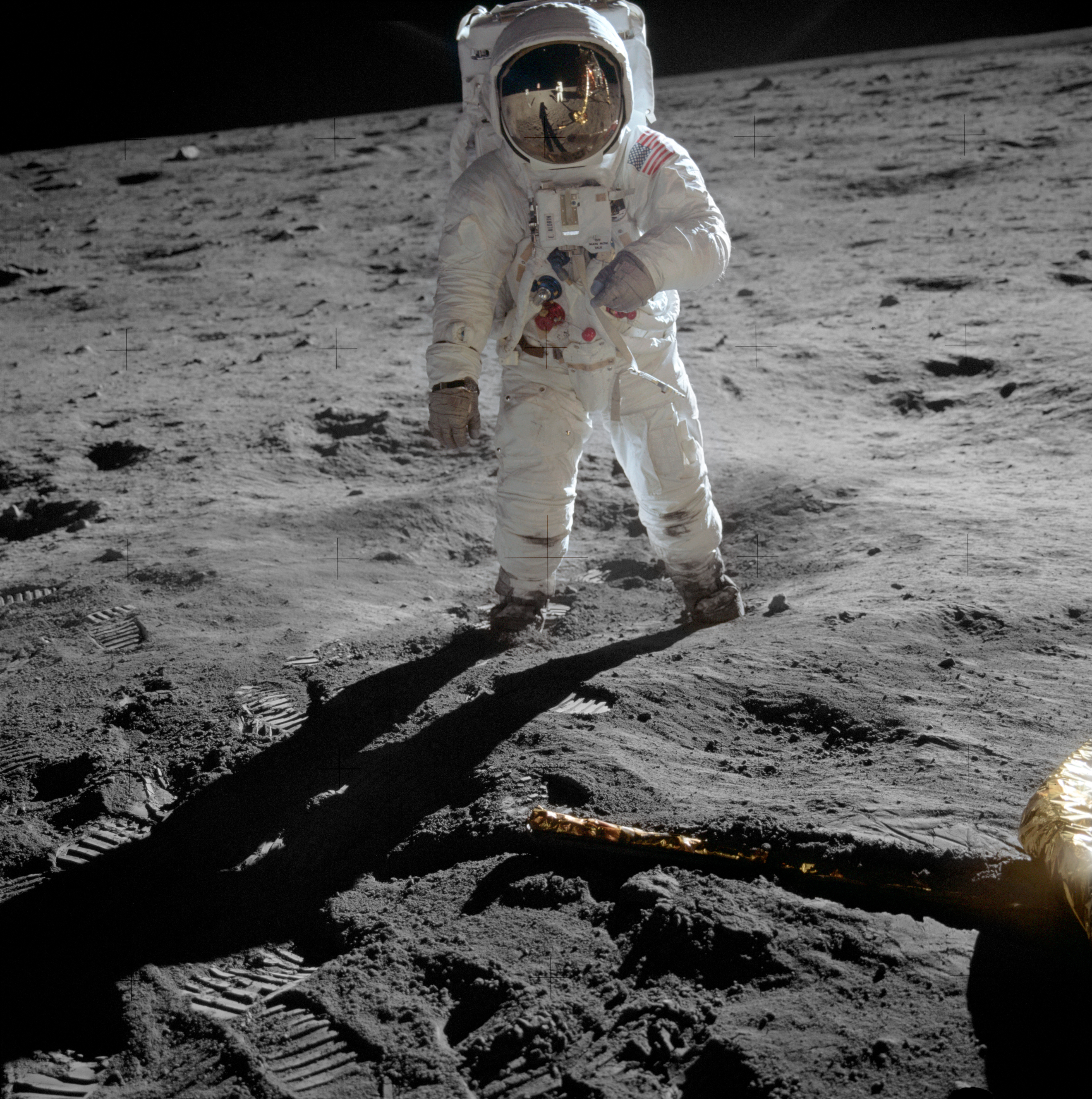
Astronaut Aldrin tijdens de eerste maanreis (1969)

Terwijl de Koude Oorlog zich voortsleepte, stapten de Verenigde Staten in de Vietnamoorlog. Als gevolg hiervan kwam een sociale scheuring in de samenleving tot stand waarin vrouwen, minderheden en jongeren in opstand kwamen. Dit resulteerde in de grootste crisis voor het land sinds de Amerikaanse Burgeroorlog. Andere uitingen van de onrust waren onder andere de moorden op Robert Kennedy, de broer van de vroegere president John F. Kennedy, en Martin Luther King jr., de strijder voor rassengelijkheid, in 1968, Vooral de moord op King zorgde voor vele rassenrellen waarbij steden als Detroit het zwaar te verduren hadden.
Eind jaren zestig kwam de hippiebeweging op gang bij de jeugd, waarbij de burgerlijke morele waarden van de oudere generatie ter discussie werden gesteld.  Deze beweging was geassocieerd met "vrije" seks en het veelvuldig gebruik en experimenteren met hallucinerende middelen zoals lsd en hasjiesj. 
Lyndon Johnson die door de moord op zijn voorganger president geworden was, stond positief tegenover een oplossing voor het rassenconflict dat vooral het zuiden – waaruit hij zelf afkomstig was – al zo lang bezighield. Hij droomde van een Great Society waarin iedereen in voorspoed en rechtvaardigheid kon leven en zijn of haar talenten ten volle zou kunnen ontplooien. Van die grote plannen kwam echter maar weinig terecht doordat hij zich vastbeet in het Vietnamconflict. Hij zag het als een strijd van democratisch gezinde Vietnamezen tegen een totalitair communistisch regime, dat zich over geheel Zuid-Azië zou uitbreiden als het niet in Vietnam een halt werd toegeroepen.
Dat Vietnamezen – met de Franse inmenging in hun zaken nog vers in het geheugen – dat zelf soms anders zagen en de dominotheorie een hersenschim zou blijken kwam niet bij hem op. Uiteindelijk werd hij geconfronteerd met grote demonstraties van jonge Amerikanen – vaak zelf veteraan – die tot een ander inzicht gekomen waren. Veel dienstplichtigen weigerden dienst en weken zelfs uit naar Canada. Er was sprake van een grote generatiekloof tussen de jongeren en de oudere generatie die de heersende denkbeelden van patriottisme en anticommunisme nog wel geloof schonken. Verbitterd verklaarde Johnson dat hij geen herverkiezing ambieerde. De Democratische Partij nomineerde daarop iemand van haar linkervleugel, die onder ouderen volledig onaanvaardbaar was. Dit maakte de weg vrij voor een Republikein in het Witte Huis.
Tijdens de jaren zeventig die volgden hadden de Verenigde Staten te maken met een periode van malaise veroorzaakt door het tot dan toe ongekende fenomeen 'stagflatie', het Watergateschandaal en de eerste gevallen van internationaal terrorisme en onrust rond de olieprijs.
Hoewel de verkiezing van Richard Nixon voor een deel te danken was aan de onvrede over de door de Democraten gevoerde Vietnampolitiek, wilde hij aanvankelijk van geen wijken weten in deze oorlog. Hij liet bij herhaling Noord-Vietnam bombarderen en breidde de oorlog zelfs uit naar Cambodja (Vietnamisering). Er volgden grote protesten over de hele wereld en uiteindelijk zag Nixon zich gedwongen het over andere boeg te gooien. Hij bezocht - tot grote verbijstering van de conservatieve vleugel van zijn eigen partij - de Chinese Volksrepubliek en wist zo een wig te drijven in de scheur die toch al door het communistische blok liep. Hiermee legde hij de grondslag voor een aftocht uit Vietnam. Aanvankelijk heette het dat de regering in Saigon nu wel op eigen benen kon staan, maar in 1975 volgde de ineenstorting en de hereniging onder het communistisch bewind van het noorden.

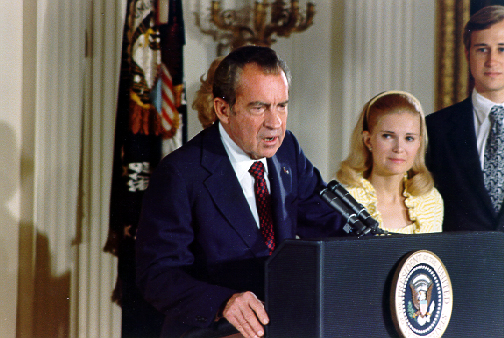
Richard Nixon maakt zijn aftreden bekend

Nixon werd in 1972 met overmacht herkozen, maar kon het niet laten spionage te plegen bij zijn Democratische tegenstanders en liep daarmee vervolgens tegen de lamp ten gevolge van journalistiek speurwerk. President Nixon raakte zo verwikkeld in de affaire rond Watergate die in 1974 uitmondde in een dreigende Impeachment waarna hij zijn conclusies trok en aftrad, de tot nu toe enige president die dat deed. Zijn opvolger Gerald Ford – die eerder door Nixon was benoemd als vicepresident voor de ook al vanwege schandalen afgetreden Spiro Agnew – kon geen naam voor zichzelf maken. Vooral toen hij Nixon een algemeen pardon verleende, verloor hij veel steun bij de geërgerde Amerikanen. Pas bij zijn dood (2006) is er erkenning ontstaan voor het feit dat hij het geheel ontspoorde staatsbestel weer op de rails heeft kunnen krijgen en dat het pardon daarvoor onontbeerlijk geweest was.
In 1976 werd Jimmy Carter gekozen tot president. De verkiezing van een relatieve buitenstaander werd door velen gezien als een goede kans eens schoon schip te houden in de poel des verderfs van de corrupte hoofdstad. Carter kreeg echter maar weinig grip op het reilen en zeilen van hoofdstad en zijn machtige bureaucratie en kreeg met veel problemen te maken.
De VS kende een verder afnemend gevoel van zelfvertrouwen tijdens jaren onder Ford en Carter en de Misery index, een indicator die de economische toestand aangaf, steeg de pan uit. Het ging economisch erg slecht en vooral de olievoorziening baarde grote zorgen. Carter zag in dat dit een probleem van de langere termijn was dat alleen opgelost kon worden door nieuwe technologie te ontwikkelen en daarom stichtte hij het Solar Energy Research Institute in Golden CO (nu het National Renewable Energy Laboratory NREL) met een budget niet minder dan een half miljard dollar per jaar.
Carter trachtte ook de situatie in het Midden-Oosten wat verder tot rust te brengen en bereikte daarin een belangrijke vooruitgang door het sluiten in 1977 van de Camp Davidakkoorden die een einde maakten aan de oorlogstoestand tussen Israël en Egypte.
Terrorisme begon zich voor het eerst ook op de Verenigde Staten te richten. Iran dat sinds de dagen van Mossadegh een prowesters regime gehad had onder de sjah, wist dit bewind omver te werpen en er kwam een theocratisch bewind aan de macht dat van verdere Amerikaanse inmenging niets wilde weten. In 1979 werd in de Iraanse hoofdstad Teheran de Amerikaanse ambassade bezet en werden Amerikaanse diplomaten meer dan een jaar gegijzeld. Een poging de gijzelaars met militaire middelen te bevrijden mislukte jammerlijk en Carter werd steeds meer van onkunde beticht. Zijn populariteit zakte tot een niveau dat pas door George W. Bush geëvenaard zou worden.
Ook viel de Sovjet-Unie Afghanistan binnen, wat tot een door Amerika geleide boycot van de Olympische Spelen in Moskou leidde. Critici van de VS zagen in deze periode een teken dat de Verenigde Staten tanende was en haar belang en idealen had verloren. In 1980 werd er een oud Hollywoodacteur en Gouverneur van Californië, Ronald Reagan tot president gekozen, een fervent anticommunist die aan de VS weer zelfvertrouwen wilde geven.
Min of meer tegelijkertijd begon het tij zich op verschillende fronten te keren tegen het communisme: de economieën van de Sovjet-Unie en de Oostbloklanden stagneerden en bleven technologisch steeds verder achter bij het Westen, en de Sovjet-Unie bleek in Afghanistan zijn eigen 'Vietnam' gevonden te hebben. Bovendien draaiden de communistische revoluties in Zuidoost-Azië op grote rampen uit; circa 2 miljoen wanhopige bootvluchtelingen verlieten Vietnam; een geforceerd Vietnamees industrialisatieplan mislukte en het Pol Pot-regime in Democratisch Kampuchea maakte zich schuldig aan massamoord op ongekende schaal. Bovendien woedden er korte oorlogen tussen Vietnam enerzijds en Kampuchea en China anderzijds. Hiermee werd een nieuwe fase in de Koude Oorlog ingeluid.
Geschiedenis van: Antigua en Barbuda · Bahama's · Barbados · Belize · Canada · Costa Rica · Cuba · Dominica · Dominicaanse Republiek · El Salvador · Grenada · Groenland · Guatemala · Haïti · Honduras · Jamaica · Mexico · Nicaragua · Puerto Rico · Saint Kitts en Nevis · Saint Lucia · Saint Vincent en de Grenadines · Trinidad en Tobago · Verenigde Staten